# Gregory Chamitoff
Gregory Errol Chamitoff est un ingénieur américain d'origine canadienne et un astronaute de la NASA né le 6 août 1962 à Montréal. Il est allé deux fois dans l'espace, passant 6 mois à bord de la Station spatiale internationale en 2008, et 15 jours supplémentaires dans le cadre de la mission STS-134 en 2011. La mission STS-134 était la dernière de la navette spatiale Endeavour, qui a livré le Spectromètre magnétique Alpha et achevé le segment orbital américain.

## Biographie
Chamitoff a grandi au Québec dans une famille juive d'origine russe.

## Vols réalisés

### Expéditions 17 et 18
Il a été membre des expéditions 17 et 18 sur la Station Spatiale Internationale. Il y a été amené à bord du vol STS-124, qui décolla le 31 mai 2008. Il est revenu sur terre à bord de STS-126 le 30 novembre 2008, achevant ainsi une mission qui a duré six mois.

### Mission STS-134
Il participe également au dernier vol de la navette spatiale Endeavour à destination de la Station spatiale internationale au sein de la mission STS-134.